# Garda Felină
Garda Felină (în engleză The Lion Guard) este un serial de desene animate american produs de Disney Television Animation după filmul Disney din 1994 Regele Leu. Serialul a început cu o ediție specială de o oră intitulată Garda Felină:Răgetul străbunilor, care a avut premiera pe Disney Channel în Statele Unite ale Americii pe 22 noiembrie 2015. Serialul a avut premiera pe Disney Channel și Disney Junior în Statele Unite ale Americii la 15 ianuarie 2016. Este al doilea serial de televiziune care se bazează pe Regele Leu, primul primul fiind Timon și Pumbaa. Garda Felină este continuarea filmului Regele Leu și are loc în decursul celui de-al doilea film Regele Leu din 1998.

## Descriere
Kion este fiul regelui Simba și al reginei Nala, fratele mai mic al lui Kiara și prințul din Regatul Luminii. Ca al doilea născut al regelui leu, el este dotat cu o putere numită „Răgetul străbunilor” și devine liderul Gărzii Feline, o echipă de animale care protejează Regatul Luminii și apără Cercul Vieții. Kion, împreună cu prietenii săi Bunga, Beshte, Fuli și Ono, se străduiește să păstreze Regatul Luminii în siguranță și să-l protejeze de animalele care nu respectă Cercul Vieții.

## Personaje

### Principale
- Kion
- Bunga
- Fuli
- Ono
- Beshte

### Secundare
- Simba
- Nala
- Kiara
- Timon
- Pumbaa
- Rafiki
- Makini
- Mufasa
- Scar
- Makuu
- Ma Tembo
- Jasiri
- Janja
- Shupavu
- Ushari
- Cheezi
- Chungu

## Episoade
| Sezon | Sezon                             | Episoade                          | Episoade                          | Premiera Disney Junior România | Premiera Disney Junior România |
| Sezon | Sezon                             | Episoade                          | Episoade                          | Premieră sezon                 | Final sezon                    |
| ----- | --------------------------------- | --------------------------------- | --------------------------------- | ------------------------------ | ------------------------------ |
|       | Garda Felină: Răgetul străbunilor | Garda Felină: Răgetul străbunilor | Garda Felină: Răgetul străbunilor | 26 martie 2016                 | 26 martie 2016                 |
|       | 1                                 | 26                                | 26                                | 18 aprilie 2016                | 19 august 2017                 |
|       | 2                                 | 30                                | 30                                | 25 noiembrie 2017              | 26 aprilie 2019                |
|       | 3                                 | 20                                | 20                                | 27 noiembrie 2019              | 10 septembrie 2020             |

### Pilot
| # | Titlu original                       | Titlu Disney Junior România         | Premiera originală | Premiera Disney Junior România |
| - | ------------------------------------ | ----------------------------------- | ------------------ | ------------------------------ |
| — | "The Lion Guard: Return of the Roar" | "Garda Felină: Răgetul străbunilor" | 22 noiembrie 2015  | 26 martie 2016                 |

### Sezonul 1
| #  | Titlu original                     | Titlu Disney Junior România    | Premiera originală | Premiera Disney Junior România |
| -- | ---------------------------------- | ------------------------------ | ------------------ | ------------------------------ |
| 1  | "Never Judge a Hyena by Its Spots" | "Nu judeca o hienă după pete"  | 15 ianuarie 2016   | 18 aprilie 2016                |
| 2  | "The Rise of Makuu"                | "Lupta lui Makuu"              | 15 ianuarie 2016   | 19 aprilie 2016                |
| 3  | "Bunga the Wise"                   | "Înțeleptul Bunga"             | 22 ianuarie 2016   | 20 aprilie 2016                |
| 4  | "Can't Wait to Be Queen"           | "Aștept să fiu regină"         | 29 ianuarie 2016   | 21 aprilie 2016                |
| 5  | "Eye of the Beholder"              | "Ochiul spectatorului"         | 5 februarie 2016   | 22 aprilie 2016                |
| 6  | "The Kupatana Celebration"         | "Sărbătoarea Kupatana"         | 12 februarie 2016  | 23 aprilie 2016                |
| 7  | "Fuli's New Family"                | "Familia lui Fuli"             | 19 februarie 2016  | 24 aprilie 2016                |
| 8  | "The Search for Utamu"             | "Gâzele Utamu"                 | 26 februarie 2016  | 25 aprilie 2016                |
| 9  | "Follow That Hippo!"               | "După hipopotam!"              | 18 martie 2016     | 26 aprilie 2016                |
| 10 | "The Call of the Drongo"           | "Vocile lui Drongo"            | 25 martie 2016     | 26 septembrie 2016             |
| 11 | "Paintings and Predictions"        | "Picturi și predicții"         | 1 aprilie 2016     | 27 septembrie 2016             |
| 12 | "The Mbali Fields Migration"       | "Migrația spre câmpiile Mbali" | 22 aprilie 2016    | 28 septembrie 2016             |
| 13 | "Bunga and the King"               | "Bunga și regele"              | 29 aprilie 2016    | 29 septembrie 2016             |
| 14 | "The Imaginary Okapi"              | "Imaginarul Okapi"             | 8 iulie 2016       | 30 septembrie 2016             |
| 15 | "Too Many Termites"                | "Prea multe termite"           | 15 iulie 2016      | 3 octombrie 2016               |
| 16 | "The Trouble With Galagos"         | "Problema maimuțelor"          | 5 august 2016      | 4 octombrie 2016               |
| 17 | "Janja's New Crew"                 | "Noua bandă a lui Janja"       | 26 august 2016     | 5 octombrie 2016               |
| 18 | "Baboons!"                         | "Babuini!"                     | 23 septembrie 2016 | 1 aprilie 2017                 |
| 19 | "Beware the Zimwi"                 | "Feriți-vă de Zimwi"           | 14 octombrie 2016  | 8 aprilie 2017                 |
| 20 | "Beshte and the Hippo Lanes"       | "Aleile hipopotamilor"         | 17 martie 2017     | 15 aprilie 2017                |
| 21 | "Never Roar Again"                 | "Răgetul furios"               | 18 noiembrie 2016  | 22 aprilie 2017                |
| 22 | "Lions of the Outlands"            | "Leii de la periferii"         | 11 noiembrie 2016  | 22 iulie 2017                  |
| 23 | "The Trail to Udugu"               | "Calea spre Udugu"             | 6 ianuarie 2017    | 29 iulie 2017                  |
| 24 | "Ono's Idol"                       | "Idolul lui Ono"               | 24 februarie 2017  | 5 august 2017                  |
| 25 | "The Lost Gorillas"                | "Gorilele pierdute"            | 2 decembrie 2016   | 12 august 2017                 |
| 26 | "Ono the Tickbird"                 | "Pasărea de căpușe"            | 21 aprilie 2017    | 19 august 2017                 |

### Sezonul 2
| #     | Titlu original                 | Titlu Disney Junior România         | Premiera originală | Premiera Disney Junior România |
| ----- | ------------------------------ | ----------------------------------- | ------------------ | ------------------------------ |
| 27    | "Babysitter Bunga"             | "Dădaca Bunga"                      | 7 iulie 2017       | 25 noiembrie 2017              |
| 28    | "The Savannah Summit"          | "Summit în savană"                  | 7 iulie 2017       | 2 decembrie 2017               |
| 29    | "The Traveling Baboon Show"    | "Babuinii veseli"                   | 14 iulie 2017      | 9 decembrie 2017               |
| 30    | "Ono and the Egg"              | "Ono și oul"                        | 21 iulie 2017      | 16 decembrie 2017              |
| 31-32 | "The Rise of Scar"             | "Revenirea lui Scar"                | 29 iulie 2017      | 23 decembrie 2017              |
| 33    | "Let Sleeping Crocs Lie"       | "Lasă crocodilii să mintă"          | 11 august 2017     | 17 martie 2018                 |
| 34    | "Swept Away"                   | "Luat de val"                       | 15 septembrie 2017 | 24 martie 2018                 |
| 35    | "Rafiki's New Neighbors"       | "Noii vecini ai lui Rafiki"         | 22 septembrie 2017 | 21 iulie 2018                  |
| 36    | "Rescue in the Outlands"       | "Salvare la periferii"              | 29 septembrie 2017 | 31 martie 2018                 |
| 37    | "The Ukumbusho Tradition"      | "Tradiția Ukumbusho"                | 27 octombrie 2017  | 28 iulie 2018                  |
| 38    | "The Bite of Kenge"            | "Mușcătura lui Kenge"               | 3 octombrie 2017   | 4 august 2018                  |
| 39    | "Timon and Pumbaa's Christmas" | "Crăciunul lui Timon și Pumbaa"     | 8 decembrie 2017   | 3 decembrie 2018               |
| 40    | "The Morning Report"           | "Raportul de dimineață"             | 8 ianuarie 2018    | 11 august 2018                 |
| 41    | "The Golden Zebra"             | "Zebra de aur"                      | 9 ianuarie 2018    | 18 august 2018                 |
| 42    | "The Little Guy"               | "Micuțul"                           | 10 ianuarie 2018   | 25 august 2018                 |
| 43    | "Divide and Conquer"           | "Dezbină și cucerește"              | 11 ianuarie 2018   | 17 septembrie 2018             |
| 44    | "The Scorpion's Sting"         | "Înțepătura scorpionului"           | 2 aprilie 2018     | 18 septembrie 2018             |
| 45    | "The Wisdom of Kongwe"         | "Înțelepciunea lui Kongwe"          | 3 aprile 2018      | 19 septembrie 2018             |
| 46    | "The Kilio Valley Fire"        | "Focul din valea Kilio"             | 4 aprilie 2018     | 20 septembrie 2018             |
| 47    | "Undercover Kinyonga"          | "Kinyonga sub acoperire"            | 5 aprilie 2018     | 21 septembrie 2018             |
| 48    | "Cave of Secrets"              | "Peștera secretelor"                | 4 septembrie 2018  | 11 februarie 2019              |
| 49    | "The Zebra Mastermind"         | "Zebra genială"                     | 5 septembrie 2018  | 12 februarie 2019              |
| 50    | "The Hyena Resistance"         | "Rezistența hienelor"               | 6 septembrie 2018  | 13 februarie 2019              |
| 51    | "The Underground Adventure"    | "Aventura subterană"                | 7 septembrie 2018  | 14 februarie 2019              |
| 52    | "Beshte and the Beast"         | "Beshte și bestia"                  | 12 noiembrie 2018  | 15 februarie 2019              |
| 53    | "Pride Landers Unite!"         | "Locuitori ai regatului, uniți-vă!" | 21 ianuarie 2019   | 23 aprilie 2019                |
| 54    | "The Queen's Visit"            | "Vizita reginei"                    | 18 februarie 2019  | 24 aprilie 2019                |
| 55    | "The Fall of Mizimu Grove"     | "Căderea Crângului Mizimu"          | 25 martie 2019     | 25 aprilie 2019                |
| 56    | "Fire from the Sky"            | "Foc din cer"                       | 22 aprilie 2019    | 26 aprilie 2019                |

### Sezonul 3
| #     | Titlu original               | Titlu Disney Junior România      | Premiera originală | Premiera Disney Junior România |
| ----- | ---------------------------- | -------------------------------- | ------------------ | ------------------------------ |
| 57-58 | "Battle for the Pride Lands" | "Lupta pentru Regatul Luminii"   | 3 august 2019      | 25 noiembrie 2019              |
| 59    | "The Harmattan"              | "Harmattan"                      | 7 septembrie 2019  | 26 noiembrie 2019              |
| 60    | "The Accidental Avalanche"   | "Avalanșă din greșeală"          | 8 septembrie 2019  | 27 noiembrie 2019              |
| 61    | "Ghost of the Mountain"      | "Fantoma de pe munte"            | 14 septembrie 2019 | 28 noiembrie 2019              |
| 62    | "Marsh of Mystery"           | "Balta misterioasă"              | 15 septembrie 2019 | 29 noiembrie 2019              |
| 63    | "Dragon Island"              | "Insula dragonului"              | 21 septembrie 2019 | 2 decembrie 2019               |
| 64    | "Journey of Memories"        | "Călătoria amintirilor"          | 22 septembrie 2019 | 3 decembrie 2019               |
| 65    | "The Race to Tuliza"         | "Cursa spre Tuliza"              | 28 septembrie 2019 | 4 decembrie 2019               |
| 66    | "Mama Binturong"             | "Mama Binturong"                 | 29 septembrie 2019 | 5 decembrie 2019               |
| 67    | "Friends to the End"         | "Prieteni până la capăt"         | 5 octombrie 2019   | 6 decembrie 2019               |
| 68    | "The Tree of Life"           | "Copacul vieții"                 | 6 octombrie 2019   | 31 august 2020                 |
| 69    | "The River of Patience"      | "Râul răbdării"                  | 12 octombrie 2019  | 1 septembrie 2020              |
| 70    | "Little Old Ginterbong"      | "Bătrâna Ginterbong"             | 13 octombrie 2019  | 2 septembrie 2020              |
| 71    | "Poa the Destroyer"          | "Poa distrugătorul"              | 19 octombrie 2019  | 3 septembrie 2020              |
| 72    | "Long Live the Queen"        | "Trăiască regina"                | 20 octombrie 2019  | 4 septembrie 2020              |
| 73    | "The Lake of Reflection"     | "Lacul reflexiei"                | 26 octombrie 2019  | 7 septembrie 2020              |
| 74    | "Triumph of the Roar"        | "Triumful răgetului"             | 27 octombrie 2019  | 8 septembrie 2020              |
| 75    | "Journey to the Pridelands"  | "Călătorie spre Regatul Luminii" | 2 noiembrie 2019   | 9 septembrie 2020              |
| 76    | "Return to the Pridelands"   | "Înapoi în Regatul Luminii"      | 3 noiembrie 2019   | 10 septembrie 2020             |